# Colossal Cave Adventure
Colossal Cave Adventure (även kallat: ADVENT, Colossal Cave, eller Adventure) var ett textäventyrsspel, det första i sitt slag. Spelet programmerades ursprungligen i programmeringsspråket Fortran till stordatorn PDP-10 av William Crowther år 1976 för att sedan utökas ytterligare av Don Woods år 1977.